# 模擬市民2：美麗夜未眠
《模擬市民2：美麗夜未眠》是电脑游戏《模擬市民2》的第二款資料片，讓模擬市民可以在都會中心中娛樂。遊戲內新增了「都會中心」，玩家可以將人物送往「都會中心」內進行娛樂、約會，以及參加各種聯誼活動。在這個版本中，人物可以購買自己的汽車，不一定要再藉由計程車來外出。

## 概述
《模擬市民2：美麗夜未眠》繼承了模擬市民一代資料片《非常男女》的遊戲特色，遊戲主要著重於人際社交的互動和都會市區的娛樂設施，這都能為模擬市民的社交生活帶來了更多的樂趣。
此資料片新增的功能包括新的子社區「都會中心」、新的社交互動和超過125種新物品等，還能在用地上看到周邊的房屋用地和社區裝飾，並能建造斜邊形泳池。

## 遊戲特色

### 都會中心
都會中心是遊戲主社區中的一個子社區，與《夢幻大學城》中的大學城相似。在都會中心中市民可前往餐廳、保齡球場和夜總會等設施中進膳和玩樂。

### 期望
《美麗夜未眠》新增了兩種期望：享樂主義和烤起司三明治期望。

#### 享樂主義
以享樂主義為終生期望的模擬市民性格外向好動，喜歡參加派對和約會，以奢豪、享受的生活為目標，但他們最害怕任何費心、難堪或與痛苦有關的事情。

#### 烤起司三明治期望
烤起司三明治期望則是一個隱藏期望，若模擬市民在期望值低的狀態下使用獎勵物品「煥然一新魔球」來改變其終生期望時，他們便容易得到反效果，終生期望會變成了烤起司三明治期望。以烤起司三明治期望為終生期望的模擬市民終日渴求能進食起司三明治，其心願大多都圍繞著起司三明治及相關的事情。

### NPC人物
《美麗夜未眠》還新增了不少的非玩家角色（NPC），包括吉普賽媒人、吸血鬼和羅波巴籐太太等。

#### 吉普賽媒人
吉普賽媒人是為模擬市民尋找約會對象的媒人，要請她過來只需撥個電話便行。模擬市民可給予媒人1至5000模擬幣的酬金，付她愈多的酬金便容易找到較佳的約會對象，而成為最佳約會對象的關鍵是在於模擬市民所設定的喜好和厭惡。吉普賽媒人還會販賣「愛情特調#8.5」，只要付個好價錢，市民可以喝一口這個混合物並暫時增強他們的魅力到最大值。

#### 吸血鬼
吸血鬼是《美麗夜未眠》的新增人種，市民可在公共用地中碰上他們。市民能與他們交朋友，並能說服他們咬市民一口，讓市民能變成吸血鬼。一旦成了吸血鬼後，市民便會擁有尖牙、紅眼和灰白的皮膚。吸血鬼不能接觸陽光，他們在白天逗留超過數秒鐘後便即死亡，所以他們需留在棺材裡休息。成為吸血鬼的好處是在夜間活動不會降低需求以及長生不死，但這也表示了人物將不會成長。向吉普賽媒人購買特調亦能變成吸血鬼或從吸血鬼恢復為人。

#### 羅波巴籐太太
羅波巴籐太太（Mrs. Crumplebottom），又译夕阳小姐，是一個年紀老邁的NPC角色，當她遇見一對情人在公共用地上進行浪漫親熱的行為時，她會用她的手提包襲擊該對情人。她也会不断指责衣冠不整的人。

## 外部連結
- 模擬市民2：美麗夜未眠官方網站（美國） （英文）
- 模擬市民2：美麗夜未眠官方網站（台灣） （繁體中文）